# Phyllomys
Phyllomys là một chi động vật có vú trong họ Echimyidae, bộ Gặm nhấm. Chi này được Lund miêu tả năm 1839. Loài điển hình của chi này là Nelomys blainvilii Jordan, 1837.

## Các loài
Chi này gồm các loài: